# Kieran Lumb
Kieran Lumb (* 2. August 1998 in Vancouver) ist ein kanadischer Leichtathlet, der im Mittel- und Langstreckenlauf an den Start geht und der sich auf die 1500-Meter-Distanz spezialisiert hat.

## Sportliche Laufbahn
Erste Erfahrungen bei internationalen Meisterschaften sammelte Kieran Lumb bei den Crosslauf-Weltmeisterschaften 2017 in Kampala, bei denen er nach 26:21 min auf den 55. Platz im U20-Rennen gelangte. Anschließend belegte er bei den U20-Panamerikameisterschaften in Trujillo in 14:59,88 min den sechsten Platz im 5000-Meter-Lauf. 2019 belegte er bei der Sommer-Universiade in Neapel in 14:06,08 min den vierten Platz über 5000 Meter und 2022 gewann er bei den NACAC-Meisterschaften in Freeport in 14:50,06 min die Bronzemedaille hinter der US-Amerikanerin William Kincaid und seinem Landsmann Thomas Fafard. Im Jahr darauf startete er im 1500-Meter-Lauf bei den Weltmeisterschaften in Budapest und schied dort mit 3:36,66 min in der ersten Runde aus. 2024 gelangte er bei den Hallenweltmeisterschaften in Glasgow mit 3:41,37 min auf Rang 13. Im August schied er bei den Olympischen Sommerspielen in Paris mit 3:35,76 min im Hoffnungslauf aus. Im Jahr darauf kam er bei den Hallenweltmeisterschaften in Nanjing mit 3:42,32 min nicht über den Vorlauf hinaus.
In den Jahren 2023 und 2024 wurde Lumb kanadischer Meister im 1500-Meter-Lauf.

## Persönliche Bestzeiten
- 1500 Meter: 3:34,41 min, 10. Mai 2024 in Doha
  - 1500 Meter (Halle): 3:35,80 min, 21. Februar 2025 in Boston (kanadischer Rekord)
- Meile: 3:53,83 min, 28. Januar 2023 in Seattle
  - Meile (Halle): 3:52,39 min, 21. Februar 2025 in Boston (kanadischer Rekord)
- 3000 Meter: 7:36,46 min, 10. September 2023 in Zagreb (kanadischer Rekord)
  - 3000 Meter (Halle): 7:45,50 min, 15. Februar 2020 in Boston
- 5000 Meter: 13:23,26 min, 14. April 2022 in Azusa
  - 5000 Meter (Halle): 13:16,59 min, 26. Januar 2024 in Boston